# Campionat del Món de motocròs 1973
La temporada de 1973 del Campionat del Món de motocròs fou la 17a edició d'aquest campionat, organitzat per la FIM. El calendari oficial constava de 10 Grans Premis, celebrats entre l'1 d'abril i el 26 d'agost.
Aquell any, la FIM instaurà el Campionat d'Europa de Motocròs en la categoria de 125cc, amb la denominació de Cup FIM 125 cc, reservat a pilots de fins a 25 anys (i comptant entre les proves puntuables el Premi FIM disputat l'1 de juliol al Circuit del Cluet, a Montgai). Tal com estava establert per al Campionat del Món de motociclisme de velocitat de 125cc, les plaques porta-números de la motocicleta havien de ser negres amb els números blancs.
La temporada de 1973 ha quedat en el record dels afeccionats catalans per la victòria de Jim Pomeroy amb una Bultaco Pursang a la primera cursa de la temporada, el Gran Premi d'Espanya de 250 cc celebrat el 8 d'abril al Circuit del Vallès. Fou la primera victòria d'una moto catalana en una cursa del Mundial.

## Sistema de puntuació
Barem de puntuació de 1973 a 1976:
| Posició | 1  | 2  | 3  | 4 | 5 | 6 | 7 | 8 | 9 | 10 |
| Punts   | 15 | 12 | 10 | 8 | 6 | 5 | 4 | 3 | 2 | 1  |

| Resultats que computen  |
| 1/2 + 1 de les mànegues |

## 500 cc

### Grans Premis
| Ronda | Data         | Gran Premi                    | Lloc          | 1a mànega           | 2a mànega       | Guanyador          | Resultats |
| ----- | ------------ | ----------------------------- | ------------- | ------------------- | --------------- | ------------------ | --------- |
| 1     | 1 d'abril    | Gran Premi de França          | Tarare        | Christer Hammargren | Roger De Coster | Gerrit Wolsink     | Resultat  |
| 2     | 15 d'abril   | Gran Premi d'Àustria          | Sittendorf    | Jiri Stodulka       | Jiri Stodulka   | Jiri Stodulka      | Resultat  |
| 3     | 20 de maig   | Gran Premi de Finlàndia       | Ruskeasanta   | Christer Hammargren | Roger De Coster | Jaak van Velthoven | Resultat  |
| 4     | 27 de maig   | Gran Premi d'Itàlia           | Pinerolo      | Roger De Coster     | Roger De Coster | Roger De Coster    | Resultat  |
| 5     | 3 de juny    | Gran Premi de Txecoslovàquia  | Holice        | Willy Bauer         | Willy Bauer     | Willy Bauer        | Resultat  |
| 6     | 24 de juny   | Gran Premi dels Estats Units  | Carlsbad      | Willy Bauer         | Willy Bauer     | Willy Bauer        | Resultat  |
| 7     | 15 de juliol | Gran Premi d'Alemanya         | Bielstein     | Willy Bauer         | Roger De Coster | Roger De Coster    | Resultat  |
| 8     | 5 d'agost    | Gran Premi de Bèlgica         | Namur         | Willy Bauer         | Willy Bauer     | Willy Bauer        | Resultat  |
| 9     | 12 d'agost   | Gran Premi de Luxemburg       | Ettelbruck    | Åke Jonsson         | Åke Jonsson     | Åke Jonsson        | Resultat  |
| 10    | 19 d'agost   | Gran Premi dels Països Baixos | Sint Anthonis | Åke Jonsson         | Gerrit Wolsink  | Åke Jonsson        | Resultat  |

### Classificació final

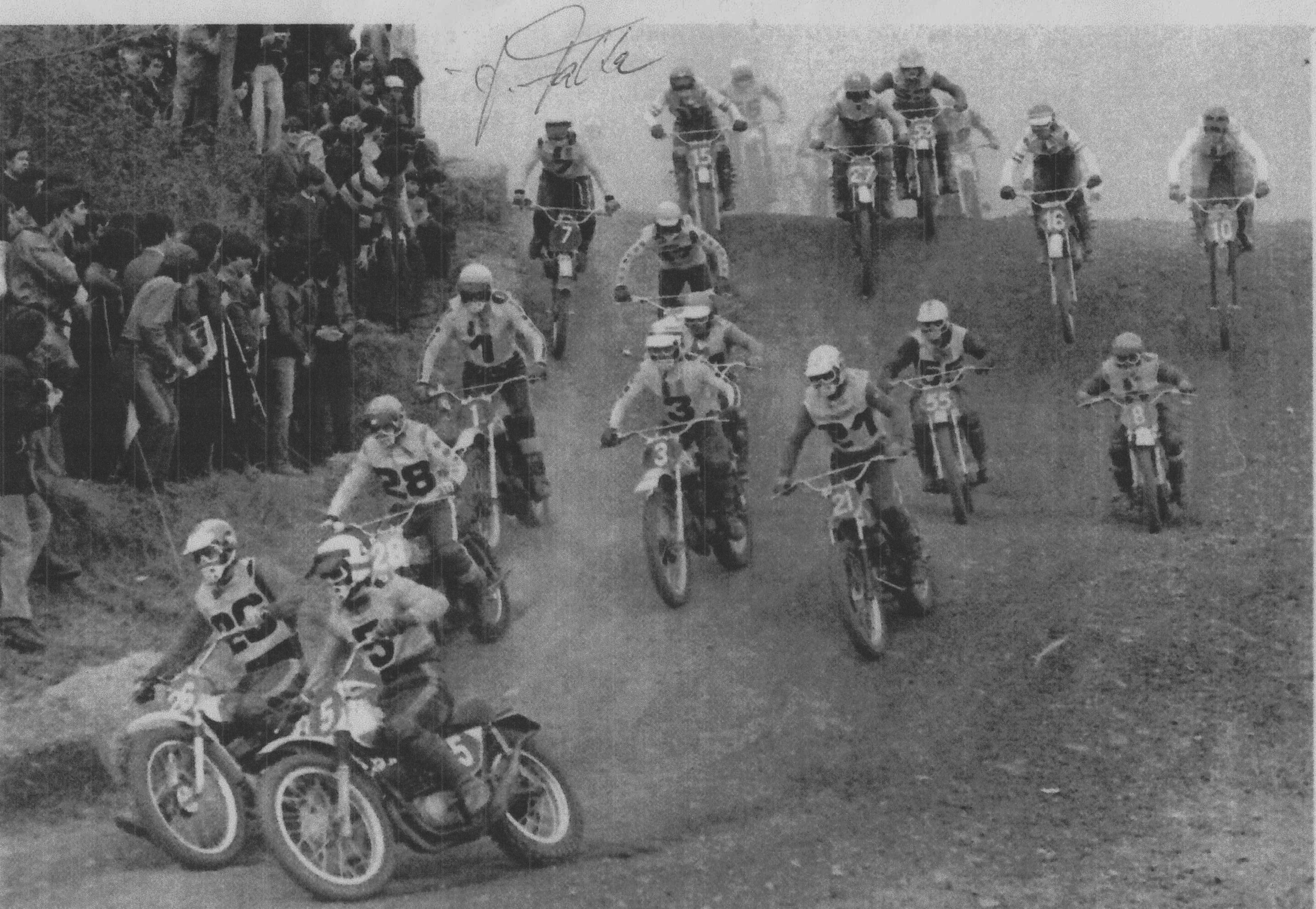
Sortida de la primera mànega del Gran Premi d'Espanya (8/4/1973)

| Posició | Pilot               | Motocicleta | Punts |
| ------- | ------------------- | ----------- | ----- |
| 1       | Roger De Coster     | Suzuki      | 145   |
| 2       | Willi Bauer         | Maico       | 143   |
| 3       | Jaak Van Velthoven  | Yamaha      | 122   |
| 4       | Åke Jonsson         | Yamaha      | 109   |
| 5       | Gerrit Wolsink      | Maico       | 105   |
| 6       | Christer Hammargren | Yamaha      | 87    |
| 7       | Jiri Stodulka       | ČZ          | ?     |
| 8       | Werner Schutz       | Maico       | 56    |
| 9       | Oldřich Hameršmíd   | ČZ          | 45    |
| 10      | Otakar Toman        | ČZ          | ?     |

## 250 cc

### Grans Premis
| Ronda | Data       | Gran Premi               | Lloc              | 1a mànega         | 2a mànega       | Guanyador         | Resultats |
| ----- | ---------- | ------------------------ | ----------------- | ----------------- | --------------- | ----------------- | --------- |
| 1     | 8 d'abril  | Gran Premi d'Espanya     | Sabadell-Terrassa | Jim Pomeroy       | Adolf Weil      | Hans Maisch       | Resultat  |
| 2     | 15 d'abril | Gran Premi d'Itàlia      | Serramazzoni      | Heikki Mikkola    | Pavel Rulev     | Adolf Weil        | Resultat  |
| 3     | 29 d'abril | Gran Premi de Bèlgica    | Wuustwezel        | Heikki Mikkola    | Håkan Andersson | Håkan Andersson   | Resultat  |
| 4     | 6 de maig  | Gran Premi de Suïssa     | Payerne           | Håkan Andersson   | Håkan Andersson | Håkan Andersson   | Resultat  |
| 5     | 13 de maig | Gran Premi de Polònia    | Szczecin          | Håkan Andersson   | Håkan Andersson | Håkan Andersson   | Resultat  |
| 6     | 20 de maig | Gran Premi de Iugoslàvia | Orehova vas       | Guennady Moisseev | Håkan Andersson | Guennady Moisseev | Resultat  |
| 7     | 17 de juny | Gran Premi de França     | Cassel            | Adolf Weil        | Håkan Andersson | Adolf Weil        | Resultat  |
| 8     | 5 d'agost  | Gran Premi de Finlàndia  | Hyvinkää          | Håkan Andersson   | Håkan Andersson | Håkan Andersson   | Resultat  |
| 9     | 12 d'agost | Gran Premi de l'URSS     | Jukki             | Adolf Weil        | Adolf Weil      | Adolf Weil        | Resultat  |
| 10    | 19 d'agost | Gran Premi de Suècia     | Ulricehamn        | Håkan Andersson   | Håkan Andersson | Håkan Andersson   | Resultat  |
| 11    | 26 d'agost | Gran Premi d'Àustria     | Launsdorf         | Adolf Weil        | Heikki Mikkola  | Adolf Weil        | Resultat  |

1. ↑  En acabar el Gran Premi, Hans Maisch en fou declarat guanyador malgrat que la victòria li corresponia a Jim Pomeroy. La FIM li atorgà la victòria a l'americà pocs dies després, motiu pel qual algunes fonts indiquen com a guanyador Maisch i d'altres, Pomeroy.

### Classificació final
| Posició | Pilot              | Motocicleta | Punts |
| ------- | ------------------ | ----------- | ----- |
| 1       | Håkan Andersson    | Yamaha      | 177   |
| 2       | Adolf Weil         | Maico       | 157   |
| 3       | Heikki Mikkola     | Husqvarna   | 143   |
| 4       | Torleif Hansen     | Kawasaki    | 111   |
| 5       | Guennadi Moisséiev | KTM         | 104   |
| 6       | Jaroslav Falta     | ČZ          | 86    |
| 7       | Jim Pomeroy        | Bultaco     | 71    |
| 8       | Pavel Rulev        | KTM         | 49    |
| 9       | Uno Palm           | Puch        | 49    |
| 10      | Kalevi Vehkonen    | Montesa     | 43    |

## I Copa FIM 125 cc

### Classificació final
| Posició | Pilot               | Motocicleta | Punts |
| ------- | ------------------- | ----------- | ----- |
| 1       | André Malherbe      | Zündapp     | 27    |
| 2       | Torao Suzuki        | Yamaha      | 25    |
| 3       | Fritz Schneider     | Zündapp     | 22    |
| 4       | Michel Combes       | Montesa     | 8     |
| 5       | Tommy Olssen        | Husqvarna   | 8     |
| 6       | Jean Paul Mingels   | Bultaco     | 8     |
| 7       | Gilbert De Roover   | Husqvarna   | 8     |
| 8       | Paolo Piron         | Husqvarna   | 6     |
| 9       | Yvan Van Den Broeck | Husqvarna   | 5     |
| 10      | Daniel Beaumont     | Yamaha      | 5     |
| 11      | Raymond Boven       | Montesa     | 4     |

#### Classificació Grup A
| Posició | Pilot               | Motocicleta | Punts            |
| ------- | ------------------- | ----------- | ---------------- |
| 1       | Torao Suzuki        | Yamaha      | 135              |
| 2       | Gilbert De Roover   | Husqvarna   | 109 net/143 brut |
| 3       | André Massant       | ČZ          | 93               |
| 4       | Yvan Van Den Broeck | Husqvarna   | 69               |
| 5       | Torbjorn Winzell    | Husqvarna   | 66 net/75 brut   |
| 6       | Bjarne Bloom        | Monark      | 46               |
| 7       | Mattie Ghielen      | Yamaha      | 45               |
| 8       | Nils Arne Nilsson   | Husqvarna   | 37               |
| 9       | Bengt Arne Bonn     | Yamaha      | 34               |
| 10      | Tommy Olssen        | Husqvarna   | 31               |

#### Classificació Grup B
| Posició | Pilot             | Motocicleta | Punts            |
| ------- | ----------------- | ----------- | ---------------- |
| 1       | André Malherbe    | Zündapp     | 129 net/163 brut |
| 2       | Fritz Schneider   | Zündapp     | 129 net/147 brut |
| 3       | Raymond Boven     | Montesa     | 101 net/102 brut |
| 4       | Jean Paul Mingels | Bultaco     | 97 net/106 brut  |
| 5       | Michel Combes     | Montesa     | 58 net/63 brut   |
| 6       | Giancarlo Curradi | Ancillotti  | 50               |
| 7       | Felice Agostini   | Aspes       | 40               |
| 8       | Rolf Baumann      | Husqvarna   | 36               |
| 9       | Paolo Piron       | Husqvarna   | 34               |
| 10      | Daniel Beaumont   | Yamaha      | 30               |

## Resum: Podi final 1973
|           | 500 cc             | 500 cc | 250 cc          | 250 cc    | 125 cc          | 125 cc  |
| Campió    | Roger De Coster    | Suzuki | Håkan Andersson | Yamaha    | André Malherbe  | Zündapp |
| Subcampió | Willi Bauer        | Maico  | Adolf Weil      | Maico     | Torao Suzuki    | Yamaha  |
| Tercer    | Jaak Van Velthoven | Yamaha | Heikki Mikkola  | Husqvarna | Fritz Schneider | Zündapp |